# 峰姫
峰姫（みねひめ、寛政12年4月4日（1800年4月27日） - 嘉永6年6月26日（1853年7月31日）は、江戸時代後期から幕末の武家女性。峯姫とも。11代将軍・徳川家斉の七女。母は側室・お登勢の方（妙操院）。8代水戸藩主・徳川斉脩の正室、同9代藩主・徳川斉昭の養母。諱は美子。院号は峯寿院。諡号は孝文夫人。
12代将軍・徳川家慶の異母妹で13代将軍・徳川家定、14代将軍・徳川家茂の伯母にあたる。家茂の父である徳川斉順の同母姉。

## 生涯
享和3年（1803年）に水戸藩世嫡の鶴千代（徳川斉脩）と婚約する。文化11年（1814年）に婚儀。水戸藩は慢性的な経済難に陥っていたが、峰姫の輿入れにより化粧料1万両が持参されたほか、文政2年（1819年）には幕府からの9万2千両に及ぶ拝借金の棒引きが認められ、さらに文政8年（1825年）から毎年1万両の助成金が下賜された。
一方で、将軍の娘である峰姫の御守殿には、大奥の習慣がそのまま持ち込まれたため、奥女中たちの奢侈は激しかった。御守殿のある水戸藩小石川邸近くの加賀藩本郷邸に峰姫の異母妹・溶姫が嫁いでくると、石高の差も構わず贈答品から髪飾りから競うので、1万両の助成金を倍にしてほしいと家臣たちは嘆いたという。

### 継嗣問題
斉脩と峰姫には子女が生まれず、結婚10年目の頃から継嗣問題が表面化する。
文政6年（1823年）の頃、峰姫の父である家斉は、多くの子のうち誰かを水戸家へ養子に遣わしたいと峰姫にもらしたという。会沢正志斎の伝える風説によると、文政11年（1828年）暮れに峰姫が義弟・敬三郎（斉昭）の長女賢姫を養女にとり、それに清水恒之丞（徳川斉彊）を迎えて婿とし、水戸家を継がせようとしたという。幕府との緊密さを求める上士層に対し、おもに下士層からなる改革派はこれに激しく反発した。
文政12年（1829年）、5月より斉脩は病に伏し、10月4日死去した。結局、斉脩の遺書により斉昭が9代藩主になるまで水戸藩は継嗣騒動に大きく揺れた。峰姫はこの時、公開された家老宛の遺書だけでなく、自分宛の遺書にも斉昭を養子にする旨が記されてあったとして、斉昭擁立を支持した。ほどなく剃髪して峯寿院と号した。
斉昭の藩主就任後は養母として手厚く扱われ、斉昭の倹約令も峯寿院の周囲には適用されず、斉昭は毎朝裃姿で峯寿院にあいさつに赴いたという。水戸藩と幕府との関係の融和に努め、斉昭が天保15年（1844年）に隠居・謹慎を申し付けられると、復権運動に加わり、主に大奥に向けた活動の一翼を担った。
弘化4年（1847年）、斉昭の七男慶喜が一橋徳川家の養子となる。嘉永2年（1849年）3月、斉昭の藩政参与が認められ、9月には妹・峯寿院をたずねるという名目で将軍在職中の家慶が小石川の水戸藩邸を訪問した。さかのぼって嘉永元年（1848年）には、斉昭の長男で水戸藩主を継いだ慶篤と家慶養女の線姫との縁組の内意が伝えられ、嘉永5年（1852年）婚儀が行われた。
嘉永6年（1853年）没。異母兄の家慶死去から4日後のことである。斉昭と幕府との関係が再び悪化していく一因ともなった。

## 関連文献
- 『水戸市史』(1963年) 水戸市史編纂委員会 ; 水戸市史編さん近現代専門部会 (編)、水戸市。
- 『徳川実紀索引 人名篇・下』(1972年)、徳川実紀研究会 (編)、吉川弘文館。
- 山川菊栄『覚書 幕末の水戸藩』(1974年)、岩波書店。
- 『日本女性人名辞典』(1993年)、日本図書センター。